# NGC 7331群
NGC 7331群是在飛馬座中一個可以透過光學望遠鏡觀測的星系群。螺旋星系NGC 7331是與這個群在同一方向上的前景星系，也稱為Deer Lick Group，它擁有四個成員，被暱稱為"跳蚤"：透鏡或無棒螺旋星系NGC 7335和7336、棒旋星系NGC 7337和橢圓星系NGC 7340。這些星系與太陽系的距離分別約為3.32、3.65、3.48和2.94億光年。NGC 7331在天球上雖然與跳蚤相鄰，但因為它們之間的距離超過一個星系群正常的距離(〜200萬光年)，在引力上也沒有關聯，所以不屬於這個星系群。

## 外部連結
- . SIMBAD. 斯特拉斯堡天文資料中心.
- ADS: The NGC 7331 Group, a Stable Group of Galaxies Projected on Stephan's Quartet （页面存档备份，存于）
- Nemiroff, R.; Bonnell, J. (编). . Astronomy Picture of the Day. NASA. 2008-07-12.
- WikiSky上关于NGC 7331 Group的内容：DSS2, SDSS, GALEX, IRAS, 氢α, X射线, 天文照片, 天图, 文章和图片
- 3–10 October 2008: Andromeda Galaxy (M31), Gamma Andromedae, and the NGC 7331 Group on Astronomy.com blog （页面存档备份，存于）
- NGC 7331 Group at de-regt.com （页面存档备份，存于）